# Campionato mondiale per club FIVB 2019 (maschile)
Il campionato mondiale per club FIVB 2019 si è svolto dal 3 all'8 dicembre 2019 a Betim, in Brasile: al torneo hanno partecipato quattro squadre di club e la vittoria finale è andata per la prima volta alla Lube.

## Regolamento

### Formula
Le squadre hanno disputato una prima fase a gironi con formula del girone all'italiana; al termine della prima fase tutte le squadre hanno acceduto alla fase finale, strutturata in semifinali, finale per il terzo posto e finale.

### Criteri di classifica
Se il risultato finale è stato di 3-0 o 3-1 sono stati assegnati 3 punti alla squadra vincente e 0 a quella sconfitta, se il risultato finale è stato di 3-2 sono stati assegnati 2 punti alla squadra vincente e 1 a quella sconfitta.
L'ordine del posizionamento in classifica è stato definito in base a:
- Numero di partite vinte;
- Punti;
- Ratio dei set vinti/persi;
- Ratio dei punti realizzati/subiti;
- Risultati degli scontri diretti;
- Classifica avulsa.

## Squadre partecipanti
| Squadra     | Qualificazione                              | Ultima partecipazione                  |
| ----------- | ------------------------------------------- | -------------------------------------- |
| Sada        | 1ª al campionato sudamericano per club 2019 | Campionato mondiale per club FIVB 2018 |
| Lube        | 1ª alla CEV Champions League 2018-19        | Campionato mondiale per club FIVB 2018 |
| Al-Rayyan   | 3ª al campionato asiatico per club 2019     | Campionato mondiale per club FIVB 2014 |
| Zenit-Kazan | 2ª alla CEV Champions League 2018-19        | Campionato mondiale per club FIVB 2018 |

## Torneo

### Fase a gironi
| Girone A    |
| ----------- |
| Sada        |
| Lube        |
| Al-Rayyan   |
| Zenit-Kazan |

#### Risultati
| 3 dicembre 2019 Ginásio Divino Braga, Betim Durata: 1h:15 - Spettatori: 1 059 | Lube        | 3 - 0 | Al-Rayyan   | 25-16, 25-18, 25-13               |
| 3 dicembre 2019 Ginásio Divino Braga, Betim Durata: 1h:33 - Spettatori: 3 236 | Sada        | 3 - 0 | Zenit-Kazan | 25-20, 25-20, 25-22               |
| 4 dicembre 2019 Ginásio Divino Braga, Betim Durata: 2h:36 - Spettatori: 3 017 | Zenit-Kazan | 3 - 1 | Al-Rayyan   | 21-25, 25-20, 25-23, 25-21        |
| 4 dicembre 2019 Ginásio Divino Braga, Betim Durata: 1h:40 - Spettatori: 4 200 | Sada        | 0 - 3 | Lube        | 23-25, 28-30, 15-25               |
| 5 dicembre 2019 Ginásio Divino Braga, Betim Durata: 2h:10 - Spettatori: 1 750 | Lube        | 2 - 3 | Zenit-Kazan | 25-12, 25-23, 12-25, 20-25, 10-15 |
| 5 dicembre 2019 Ginásio Divino Braga, Betim Durata: 1h:20 - Spettatori: 1 923 | Sada        | 3 - 0 | Al-Rayyan   | 25-20, 25-16, 25-17               |

#### Classifica
| Pos | Squadra     | Pt | G | V | P | SV | SP | Ratio | PF  | PS  | Ratio |
| --- | ----------- | -- | - | - | - | -- | -- | ----- | --- | --- | ----- |
| 1.  | Lube        | 7  | 3 | 2 | 1 | 8  | 3  | 2,667 | 247 | 213 | 1,160 |
| 2.  | Sada        | 6  | 3 | 2 | 1 | 6  | 3  | 2,000 | 216 | 195 | 1,108 |
| 3.  | Zenit-Kazan | 5  | 3 | 2 | 1 | 6  | 6  | 1,000 | 258 | 256 | 1,008 |
| 4.  | Al-Rayyan   | 0  | 3 | 0 | 3 | 1  | 9  | 0,111 | 189 | 246 | 0,768 |

### Fase finale

#### Finali 1º e 3º posto
|  | Semifinali | Semifinali  | Semifinali |                 |   | Finale | Finale      | Finale |
|  |            |             |            |                 |   |        |             |        |
|  | 1          | Lube        | 3          |                 |   |        |             |        |
|  | 1          | Lube        | 3          |                 |   |        |             |        |
|  | 4          | Al-Rayyan   | 0          |                 |   |        |             |        |
|  | 4          | Al-Rayyan   | 0          |                 | 1 | Lube   | 3           |        |
|  |            |             |            |                 | 1 | Lube   | 3           |        |
|  |            |             |            |                 |   | 2      | Sada        | 1      |
|  | 2          | Sada        | 3          |                 |   | 2      | Sada        | 1      |
|  | 2          | Sada        | 3          |                 |   |        |             |        |
|  | 3          | Zenit-Kazan | 0          |                 |   |        |             |        |
|  | 3          | Zenit-Kazan | 0          | Finale 3° posto |   |        |             |        |
|  |            |             |            |                 |   |        |             |        |
|  |            |             |            |                 |   | 4      | Al-Rayyan   | 0      |
|  |            |             |            |                 |   | 4      | Al-Rayyan   | 0      |
|  |            |             |            |                 |   | 3      | Zenit-Kazan | 3      |

##### Semifinali
| 7 dicembre 2019 Ginásio Divino Braga, Betim Durata: 1h:20 - Spettatori: 1 275 | Lube | 3 - 0 | Al-Rayyan   | 25-15, 25-17, 25-22 |
| 7 dicembre 2019 Ginásio Divino Braga, Betim Durata: 1h:39 - Spettatori: 3 225 | Sada | 3 - 0 | Zenit-Kazan | 25-21, 25-22, 25-23 |

##### Finale 3º posto
| 8 dicembre 2019 Ginásio Divino Braga, Betim Durata: 1h:27 - Spettatori: 1 270 | Al-Rayyan | 0 - 3 | Zenit-Kazan | 21-25, 18-25, 17-25 |

##### Finale
| 8 dicembre 2019 Ginásio Divino Braga, Betim Durata: 2h:24 - Spettatori: 4 000 | Lube | 3 - 1 | Sada | 25-23, 19-25, 31-29, 25-21 |

## Classifica finale
| Pos | Squadre     |
| --- | ----------- |
|     | Lube        |
|     | Sada        |
|     | Zenit-Kazan |
| 4   | Al-Rayyan   |

## Premi individuali
| Premio                | Nome              | Squadra     |
| --------------------- | ----------------- | ----------- |
| MVP                   | Bruno de Rezende  | Lube        |
| Miglior palleggiatore | Bruno de Rezende  | Lube        |
| Miglior opposto       | Evandro Guerra    | Sada        |
| Miglior schiacciatore | Osmany Juantorena | Lube        |
| Miglior schiacciatore | Facundo Conte     | Sada        |
| Miglior centrale      | Artëm Vol'vič     | Zenit-Kazan |
| Miglior centrale      | Robertlandy Simón | Lube        |
| Miglior libero        | Fabio Balaso      | Lube        |